# Бархатово (Республіка Алтай)
Бархатово (рос. Бархатово) — село Онгудайського району, Республіка Алтай Росії. Входить до складу Тельгинського сільського поселення.
Населення — 9 осіб (2015 рік).